# 野々山久也
野々山 久也（ののやま ひさや、1942年10月10日 - ）は、日本の家族社会学者、甲南大学名誉教授。
愛知県生まれ。同志社大学文学部社会学科卒。1967年大阪市立大学大学院生活科学研究科修士課程修了。桃山学院大学講師、助教授、甲南大学文学部教授、2012年定年退任、名誉教授。2007年「現代家族の変動分析 合意制家族の生成をめぐって」で同志社大学社会学博士。この間1980年米国イリノイ大学大学院人類学・社会学研究科客員研究員。2005年英国キール大学大学院人間科学研究科客員研究員。2013年男女共同参画社会づくり功労者内閣総理大臣表彰。専門社会調査士。兵庫県長期ビジョン審議会参与。兵庫県男女共同参画審議会審議委員。専門領域の家族社会学の見地から、様々な社会事象について、新聞各紙から意見を求められる事も多い。2022年、瑞宝中綬章受章。

## 著書
- 『現代家族の論理』日本評論社 1977
- 『離婚の社会学 アメリカ家族の研究を軸として』日本評論社 1985
- 『家族の「遊び力」  変わりゆく家族と子育てのはなし』ミネルヴァ書房 2003
- 『現代家族のパラダイム革新 直系制家族・夫婦制家族から合意制家族へ』東京大学出版会 2007
- 『婚活コンシェルジュ 結婚相談サービスのあり方を考える』ミネルヴァ書房 2014

### 共編著
- 『家族福祉の視点 多様化するライフスタイルを生きる』編著 ミネルヴァ書房 シリーズ・現代社会と家族 1992
- 『いま家族に何が起こっているのか 家族社会学のパラダイム転換をめぐって』篠崎正美、袖井孝子共編著 ミネルヴァ書房 家族社会学研究シリーズ 1996
- 『家族社会学入門 家族研究の理論と技法』渡辺秀樹共編著 文化書房博文社 社会学研究シリーズ 理論と技法 1999
- 『家族社会学の分析視角 社会学的アプローチの応用と課題』清水浩昭共編著 ミネルヴァ書房 家族社会学研究シリーズ 2001
- 『論点ハンドブック家族社会学』編 世界思想社 2009

### 翻訳
- W.N.スティーブンス『家族と結婚 その比較文化的解明』山根常男共訳 誠信書房 1971
- R.ラドック『ソーシャル・ワークのための役割理論』ミネルヴァ書房 1973
- D.カンター, W.レアー共著『家族の内側 家族システム理論入門』垣内出版 1988
- ブレント・C.ミラー『やさしい家族調査の方法』共訳 ミネルヴァ書房 1991
- デイヴィド・チール『家族ライフスタイルの社会学』監訳 ミネルヴァ書房 2006
- デイヴィッド・H.J.モーガン『家族実践の社会学』共訳 北大路書房 2017

## 論文
- Cinii